# Primavera
La primavera es una de las cuatro estaciones del año, sigue al invierno y precede al verano seguida del otoño. Su definición y duración varían desde el punto de vista meteorológico;  es propia de las zonas templadas y corresponde a un tiempo intermedio —entretiempo— entre la estación fría, el invierno, y la cálida, el verano. Desde el punto de vista de la astronomía, comienza tras el equinoccio de primavera y termina tras el solsticio de verano. En el calendario la primavera corresponde a los meses de marzo, abril, mayo y junio en el hemisferio norte y a los meses de septiembre, octubre, noviembre y diciembre en el hemisferio sur.
Esta temporada se identifica tradicionalmente con el florecimiento de la flora, un aumento de las temperaturas medias, el deshielo, la floración de las plantas, el despertar de los animales en hibernación y el regreso de las especies migratorias. Estas características han hecho que sea usada como una metáfora de la renovación de la vida o de su primer desarrollo.

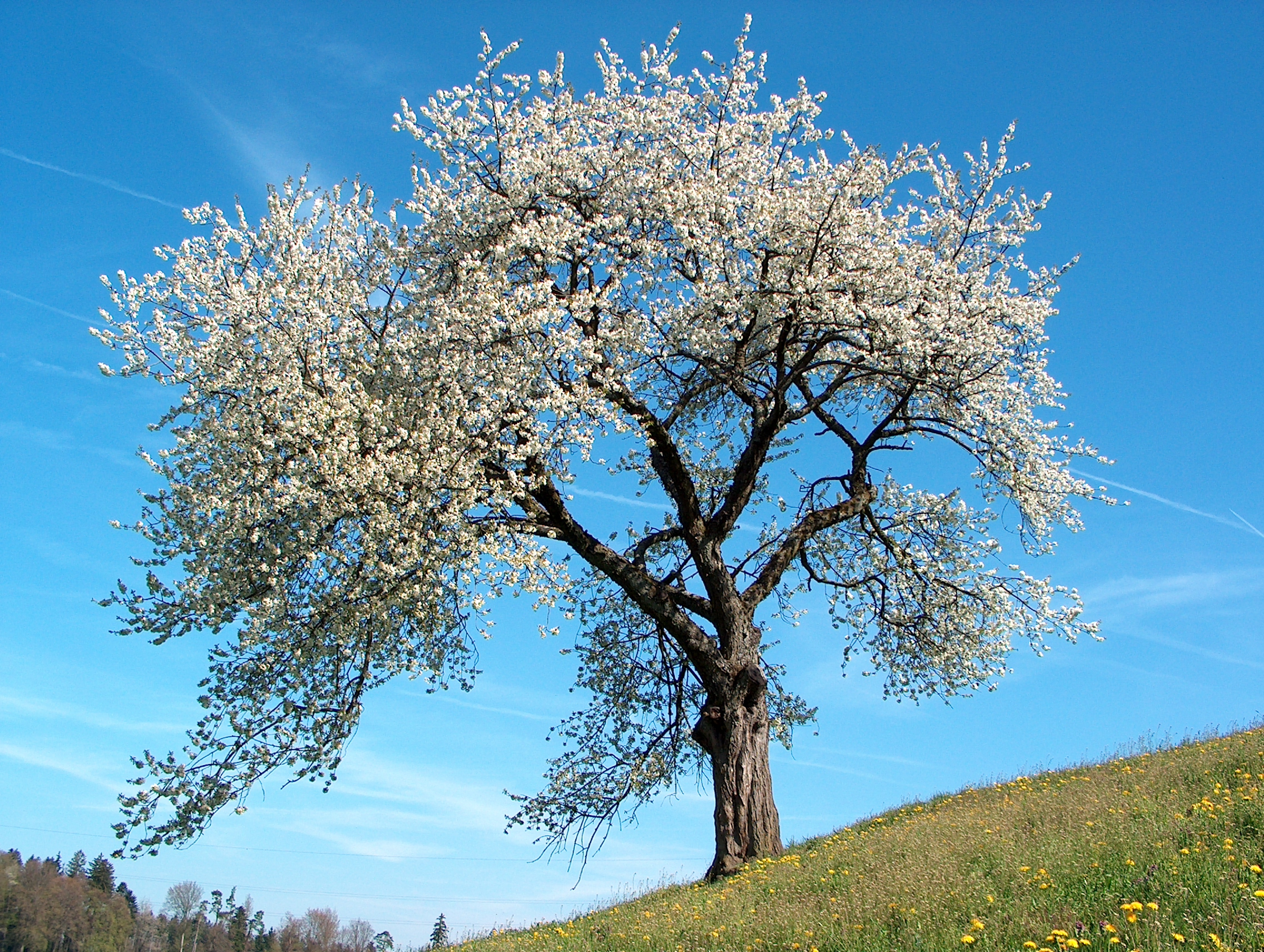
Cerezo en flor

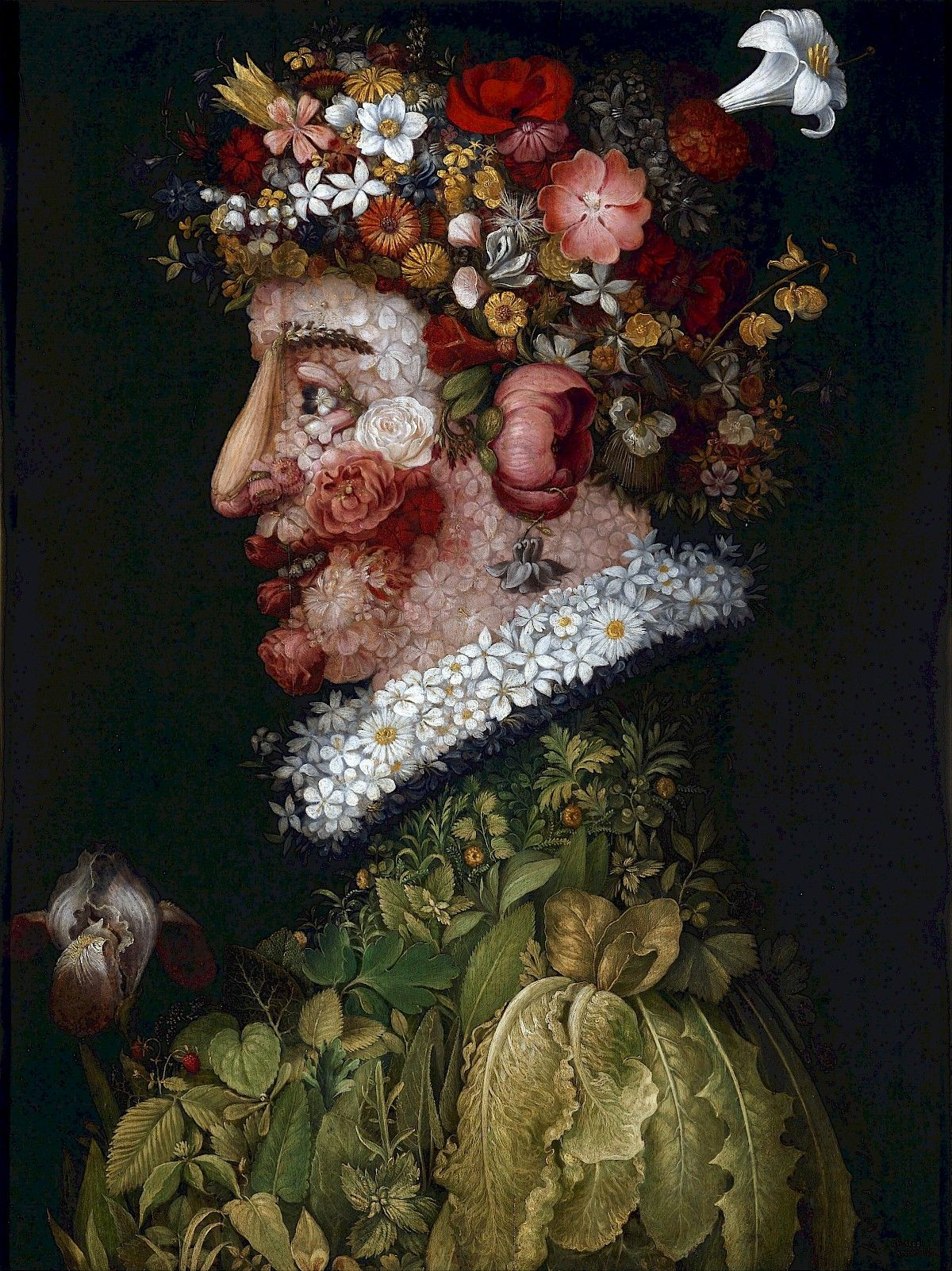
Primavera, de Giuseppe Arcimboldo.

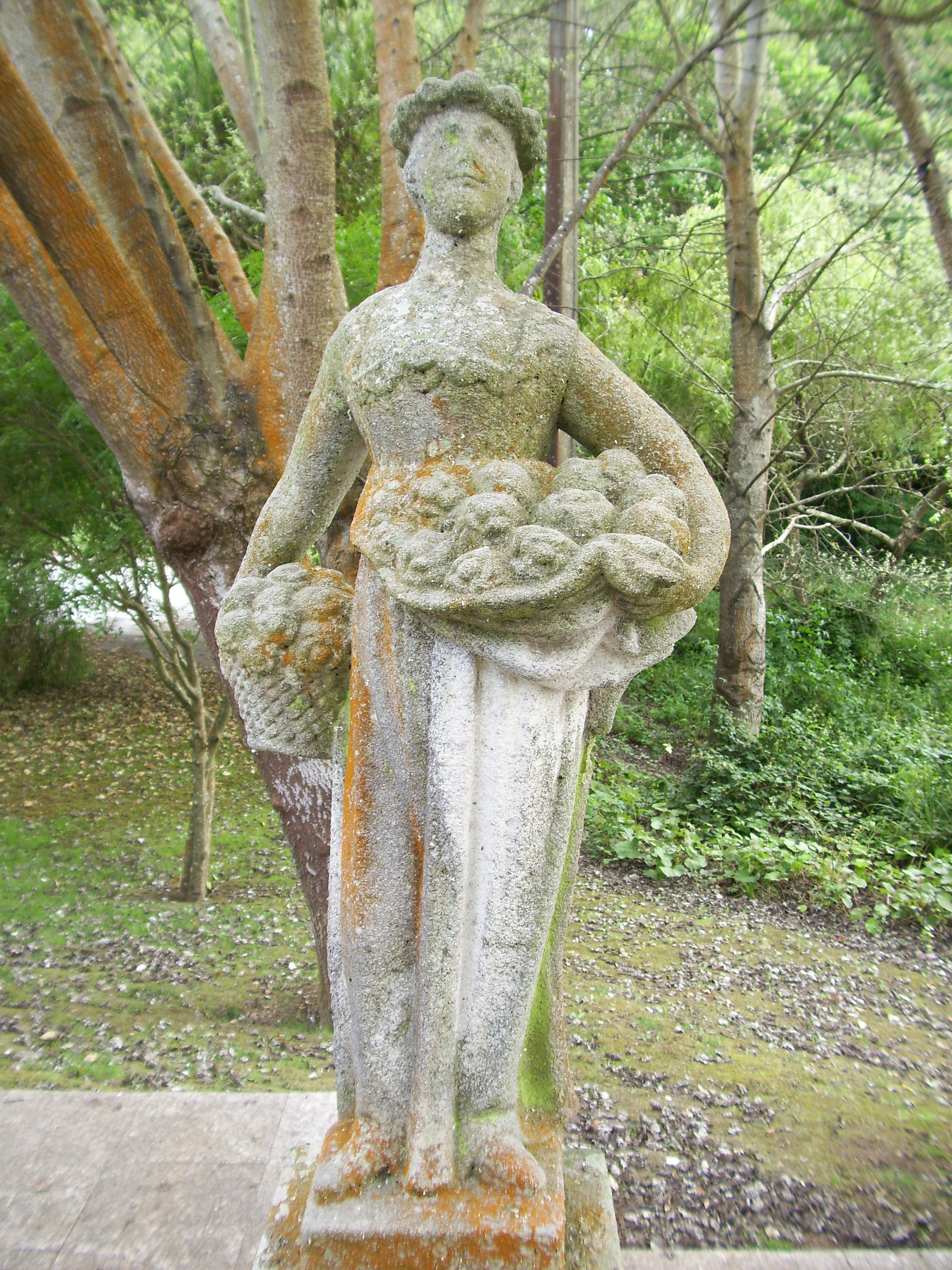
Estatua alegórica de la primavera en el estanque del pazo de Lóngora (Liáns, Oleiros, España).

## Etimología
En latín la palabra para designar a la primavera es vēr, vēris, que procede del protoindoeuropeo *wesr̥. El comienzo de este período era conocido como primo vēre, literalmente, «el principio del verano», que dio en latín vulgar: prima vera, con idéntico sentido. La palabra aparece atestiguada hacia 1490.
Sin embargo el nombre de la estación era verano, a partir de la forma verānum tĕmpŭs, literalmente «tiempo del primer verano». Así dice  Nebrija sobre las estaciones astronómicas: «En cuatro cuartas se parte el año, las cuales se distinguen por cuatro términos: dos solsticios, uno del invierno, en el menor día del año, y otro del estío, en el mayor día del año; y dos equinoccios, uno de primavera, cuando en el mes de marzo igualan las noches con los días, y otro en el otoño, cuando en el mes de septiembre otra vez igualan las noches con los días». También se las menciona con este nombre en el Tesoro de la Lengua de Covarrubias: verano (la actual primavera), cuando el sol entra en Aries, estío (el actual verano, derivado del latín aestas, aestivus), correspondiente a Cáncer, otoño, marcado por el paso del sol a Libra, e invierno que empieza con el sol en Capricornio. Por la misma época se lee en Cervantes: «La primavera sigue al verano, el verano al estío, el estío al otoño, y el otoño al invierno, y el invierno a la primavera, y así torna a andarse el tiempo con esta rueda continua». En este momento el período que va de mediados de marzo a mediados de septiembre (en el hemisferio norte, por supuesto) es designado con tres nombres: «primavera», al comienzo, «verano», en su parte intermedia y «estío» hasta el final de la estación.
En el siglo XVIII el Diccionario de autoridades (1726–1739) señala que verano es, por su etimología, la primavera, pero que el uso lo ha hecho sinónimo de estío, regularmente para designar el tiempo del estío. Hace, pues, sinónimos a verano y estío. En este momento comienza el uso de primavera para designar a toda la estación, que se vuelve común y normativo a finales del siglo XVIII.

## Cálculo meteorológico
Los meteorólogos generalmente definen cuatro estaciones en muchas áreas climáticas: primavera, verano, otoño e invierno. Estas están determinadas por los valores de sus temperaturas promedio en forma mensual, y cada temporada dura tres meses. Los tres meses más cálidos son, por definición, el verano, los tres meses más fríos son los de invierno, y los intervalos intermedios son la primavera y el otoño. Por lo tanto, la primavera meteorológica puede comenzar en diferentes fechas en diferentes regiones.
En los EE. UU. y R. U. los meses de primavera son marzo, abril y mayo.
En Australia y Nueva Zelanda la primavera comienza el 1 de septiembre y termina el 30 de noviembre.
En Irlanda, siguiendo el calendario gaélico, la primavera a menudo se define como febrero, marzo y abril.
En Suecia los meteorólogos definen el comienzo de la primavera como la primera ocasión en que la temperatura promedio de 24 horas supera los cero grados centígrados durante siete días consecutivos, por lo que la fecha varía con la latitud y la elevación.
En Brasil los meses de primavera son septiembre, octubre y noviembre.
En Colombia los meses de primavera son de febrero a principios de junio.
En Venezuela los meses de la primavera son desde el día 19 de marzo hasta el 22 de septiembre.

## Duración
Astronómicamente esta estación comienza con el equinoccio de primavera (el 20 o 21  de marzo en el hemisferio norte y en el 22 o 23 de septiembre en el hemisferio sur ) y termina con el solsticio de verano (alrededor del 20 o 21 de junio en el hemisferio boreal y el 21 o 22 de diciembre en el hemisferio austral). En la zona intertropical del hemisferio norte comienza el 21 de marzo y llega hasta el 23 de septiembre. En la zona intertropical del hemisferio sur va del 24 de septiembre al 21 de marzo.
No obstante en zonas urbanas se adelanta debido al efecto isla de calor.
Termina también con la estación seca alrededor del 21 de junio en el hemisferio norte y el 21 de diciembre en el hemisferio sur.
Sigue a la estación lluviosa y precede a la estación seca.

## Recuperación astronómica y solar
En el hemisferio norte (por ejemplo, Alemania, Estados Unidos, Canadá y Reino Unido) el equinoccio vernal astronómico (que varía entre el 19 y el 21 de marzo) se puede tomar para marcar el primer día de la primavera con el solsticio de verano (alrededor del 21 de junio) marcado como primer día del verano. Según el cálculo solar, la primavera comienza el 1 de febrero hasta el primer día del verano, el Primero de Mayo, y el solsticio de verano se marca como Solsticio en lugar del comienzo del verano, como en el cálculo astronómico. 
En la cultura persa, el primer día de la primavera es el primer día del primer mes (llamado Farvardin), que comienza el 20 o el 21 de marzo.
En el calendario tradicional chino, la estación de "primavera" (春) consiste en los días comprendidos entre Lichun (3-5 de febrero), tomando Chunfen (20-22 de marzo) como punto medio, y terminando en Lixia (5-7 de mayo). Del mismo modo, según la  tradición celta, que se basa únicamente en la luz del día y la fuerza del sol del mediodía, la primavera comienza a principios de febrero (cerca de Imbolc o Fiesta de la Candelaria) y continúa hasta principios de mayo (Beltane).
La estación primaveral en India se sitúa culturalmente en los meses de marzo y abril, con una temperatura media aproximada de 32 °C. Algunas personas en la India especialmente del estado de Karnataka celebran su año nuevo en primavera, Ugadi.

## Cálculo ecológico
El comienzo de la primavera no siempre viene determinado por fechas fijas del calendario. La definición fenológica o ecológica de la primavera se refiere a indicadores biológicos, como el florecimiento de una serie de especies vegetales, las actividades de los animales y el olor especial del suelo que ha alcanzado la temperatura necesaria para que florezca la micro flora. Estos indicadores, junto con el comienzo de la primavera, varían según el clima local y según el tiempo específico de un año concreto.[cita requerida] En Inglaterra, Gales e Irlanda del Norte, el National Trust lleva a cabo la campaña #BlossomWatch, que anima a la gente a compartir entre sí imágenes de flores, como indicador precoz de la llegada de la estación.
Algunos ecologistas dividen el año en seis estaciones. Además de la primavera, el cálculo ecológico identifica una estación prevernal (temprana o preprimavera) separada entre las estaciones hibernal (invierno) y vernal (primavera). Se trata de una época en la que solo florecen las flores más resistentes, como el azafrán, a veces cuando todavía hay algo de nieve en el suelo.

## Fenómenos naturales

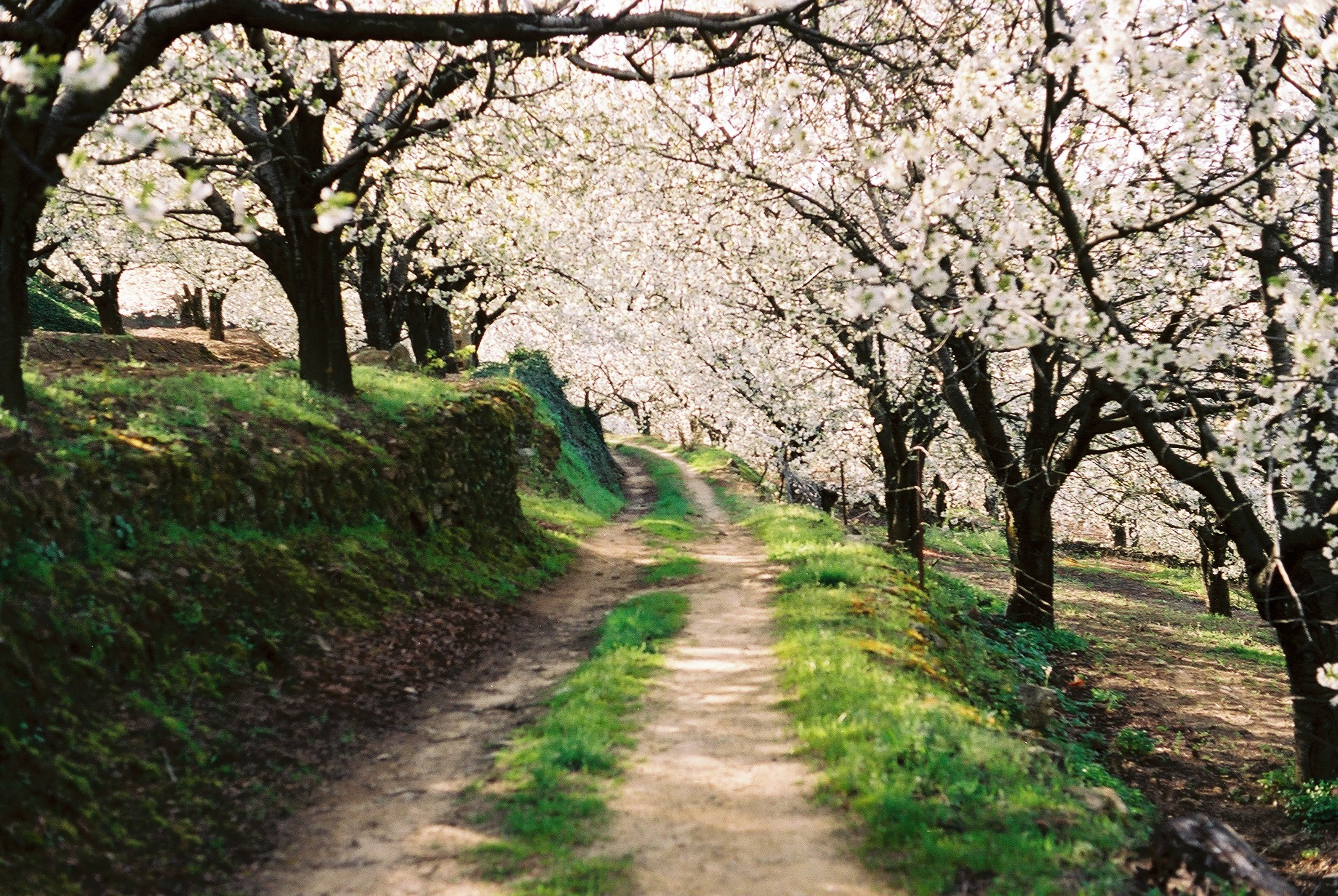
Cientos de cerezo floreciendo en Extremadura (España), durante la primavera

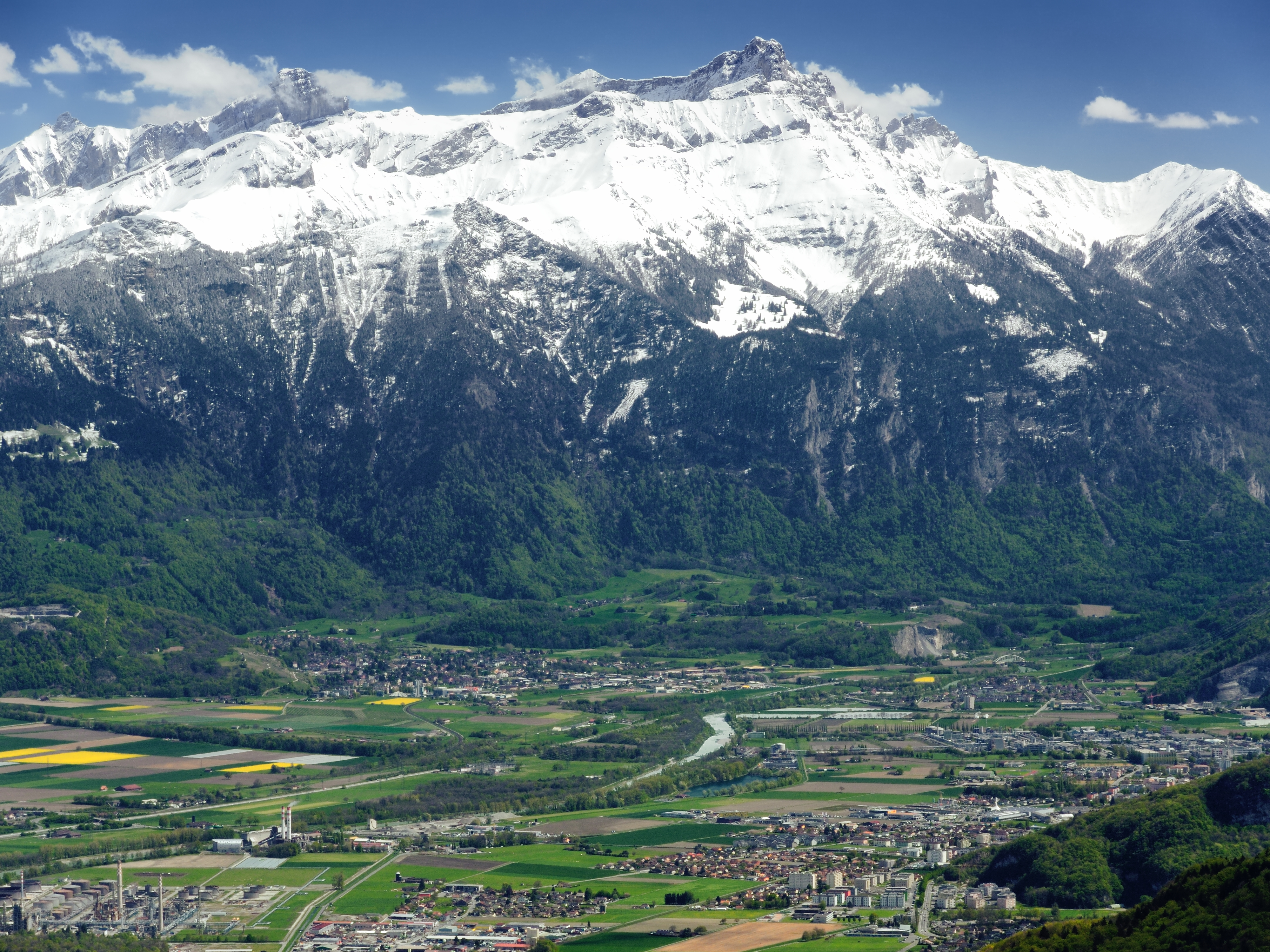
Finales de abril en los Alpes. A grandes alturas (o latitudes), la primavera suele ser el periodo más nevado del año.

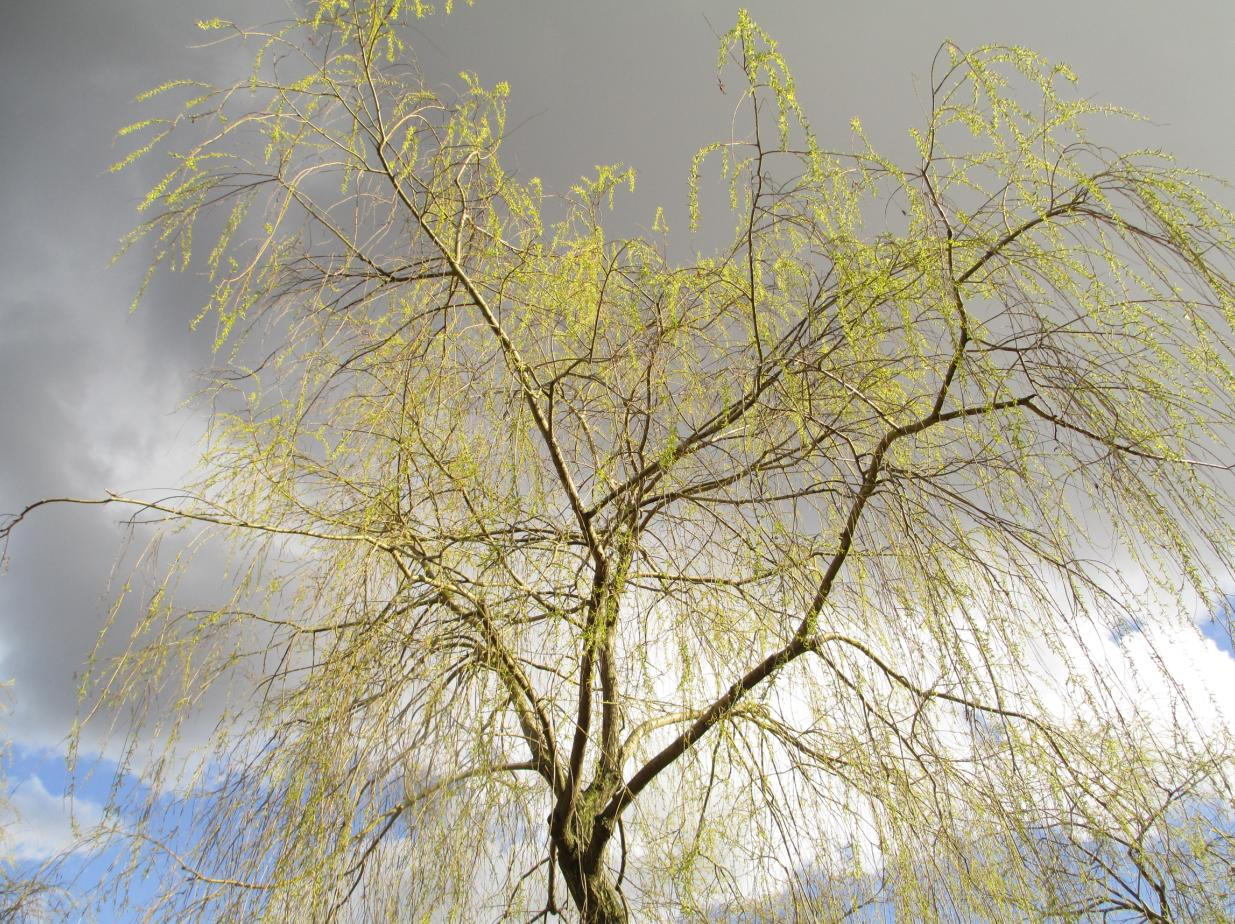
Un sauce en Estocolmo, abril de 2016

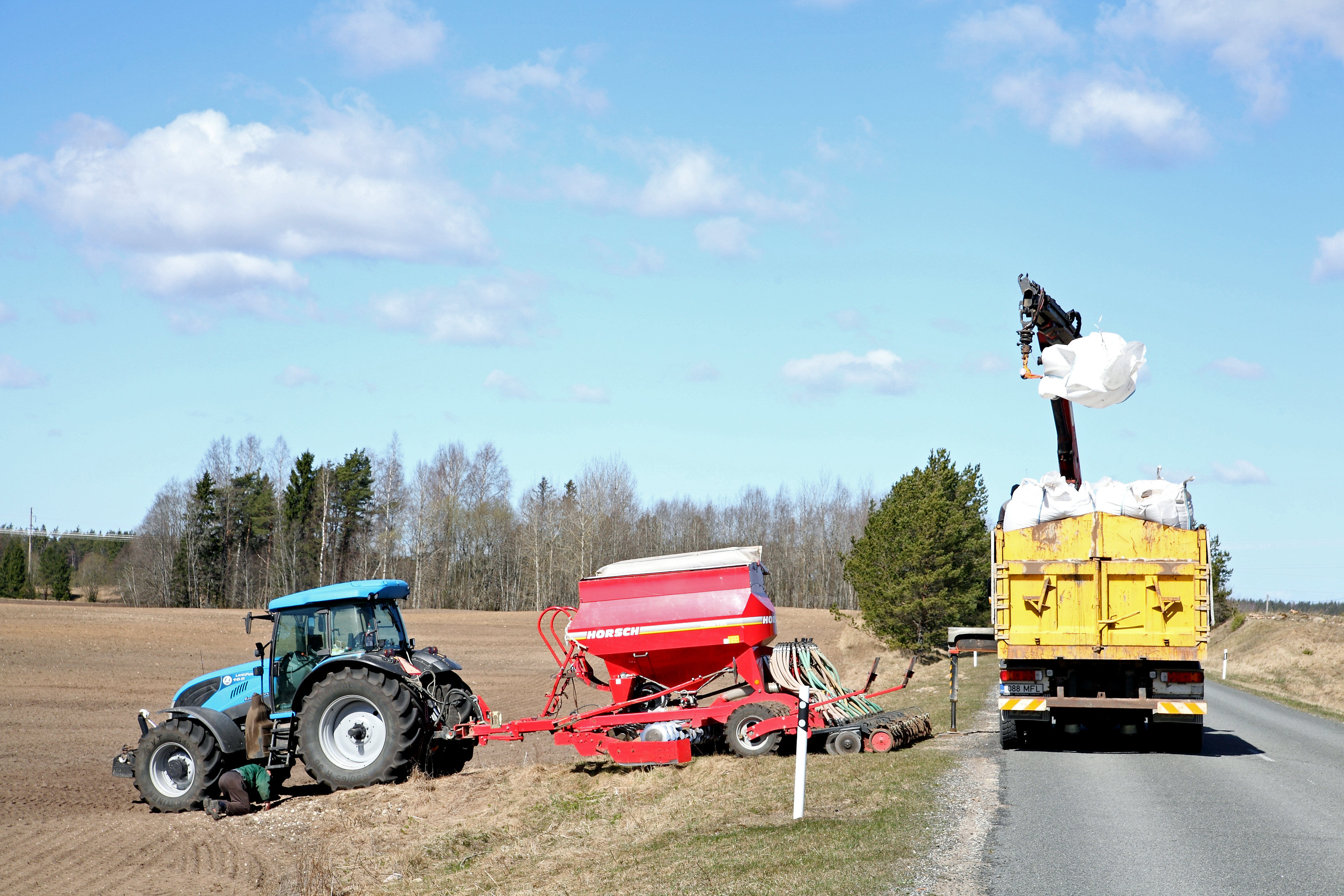
Siembra en primavera, Estonia

Durante el comienzo de la primavera, el eje de la Tierra aumenta su inclinación con respecto al Sol, y la duración de la luz diurna aumenta rápidamente para el hemisferio correspondiente. El hemisferio comienza a calentarse de forma significativa, lo que provoca la "primavera" de nuevas plantas, que da nombre a la estación.
Cualquier nieve comienza a derretirse, hinchando los arroyos con escurrimiento y cualquier helada se vuelve menos severa. En climas sin nieve y con escasas heladas, las temperaturas del aire y del suelo aumentan más rápidamente.
Muchas plantas con flores florecen en esta época del año, en una larga sucesión que a veces comienza cuando todavía hay nieve en el suelo y continúa hasta principios del verano. En zonas normalmente sin nieve, la "primavera" puede comenzar ya en febrero (hemisferio norte) o agosto (hemisferio sur), anunciada por la floración de magnolias de hoja caduca, cerezos y membrillos. Muchas zonas templadas tienen una primavera seca, y un otoño húmedo, lo que propicia la floración en esta estación, más acorde con la necesidad de agua, así como de calor. Las zonas subárticas pueden no experimentar la "primavera" hasta mayo.
Aunque la primavera es el resultado del calor causado por el cambio de orientación del eje de la Tierra con respecto al Sol, el tiempo en muchas partes del mundo se ve afectado por otros acontecimientos menos predecibles. Las precipitaciones en primavera (o en cualquier estación) siguen tendencias más relacionadas con ciclos más largos —como el ciclo solar— o acontecimientos creados por las corrientes oceánicas y las temperaturas del océano —por ejemplo, el efecto El Niño y el Índice de Oscilación del Sur—.
El tiempo inestable en primavera puede producirse con mayor frecuencia cuando el aire cálido comienza a invadir desde latitudes más bajas, mientras que el aire frío sigue empujando desde la  región polar. Las inundaciones también son más frecuentes en las zonas montañosas y sus alrededores durante esta época del año, debido al deshielo acelerado por las lluvias cálidas. En Norteamérica, el Tornado Alley es más activo en esta época del año, sobre todo porque las Montañas Rocosas impiden que las masas de aire caliente y frío se extiendan hacia el este y las obligan a entrar en conflicto directo. Además de tornados, las  tormentas supercélulas también pueden producir granizo de gran tamaño y vientos muy fuertes, por lo que se suele emitir un aviso de tormenta fuerte o aviso de tornado. Incluso más que en invierno, la corriente en chorro desempeña un papel importante en el tiempo inestable y severo del hemisferio norte en primavera.
En las últimas décadas se ha observado una alteración de las estaciones, lo que significa que muchos signos fenológicos de la primavera se adelantan en muchas regiones unos dos días por década.
La primavera en el hemisferio sur es diferente en varios aspectos significativos a la del hemisferio norte por varias razones, entre ellas:
1. No hay puente terrestre entre los países del Hemisferio Sur y la zona Antártica capaz de traer aire frío sin los efectos mitigadores de la temperatura de extensas extensiones de agua;
2. La mayor cantidad de océano en el hemisferio sur en la mayoría de las latitudes;
3. Existe un flujo circumpolar de aire (cuarenta y cincuenta rugientes) no interrumpido por grandes masas de tierra;
4. No hay corrientes en chorro equivalentes; y
5. Las peculiaridades de las corrientes oceánicas inversas en el Pacífico.[27]

## Tiempo
En lo que respecta al tiempo, suele ser frecuente el aumento muy lento y progresivo del nivel de la temperatura conforme avanzan las semanas, con algún período intercalado en el que puede «reaparecer» el ambiente invernal debido a algunas masas de aire frío residuales. Las precipitaciones tienden a ser más irregulares y menos generalizadas, descargando en forma de chubascos y tormentas más probables a mediados y finales de la estación, cuando el verano está próximo. Las hojas y flores de los árboles de hoja caducifolia vuelven a crecer de manera gradual, dando colorido de nuevo al paisaje después del invierno.
En los últimos años el calentamiento global ha provocado la aceleración del paso del invierno al verano.

## Cultura
La primavera también puede referirse a las ideas del renacimiento, el rejuvenecimiento, la renovación, la resurrección y el nuevo crecimiento. En la literatura la primavera representa la juventud, época o fase la vida de una persona en la que se dice que está en la «flor de la vida» ya que en la primavera florecen las plantas, hay muchos pájaros, brilla más el sol y los días son más largos.

## Festividades
En Venezuela el «Día de la Primavera» se celebra el 19 de marzo, coincidiendo con la celebración del «Día de San José».
En Argentina el «Día de la Primavera» se celebra el 21 de septiembre, coincidiendo con la celebración del «Día del Estudiante». En esta misma fecha se conmemora en Paraguay el «Día de la Primavera y de la Juventud».
En el Perú, sin embargo, el «Día de la Primavera y la Juventud», se celebra cada 23 de septiembre. En México, se celebra la llegada de la primavera el 21 de marzo junto al natalicio de Benito Juárez.